# هاگیوس دمتریوس
کلیسای سنت دمتریوس یا هاگیوس دمتریوس (یونانی: Άγιος Δημήτριος)، زیارتگاه اصلی اختصاص داده شده به دمتریوس سالونیک، قدیس حامی سالونیک (در مقدونیه مرکزی، یونان) است که پیشینه آن به زمانی می‌رسد که سالونیک دومین شهر بزرگ امپراتوری بیزانس بود. این کلیسا بخشی از محوطه بناهای کهن بیزانس تسالونیکا است که از سال ۱۹۸۸ در فهرست میراث جهانی یونسکو قرار دارد.
نخستین کلیسا در جایگاه کلیسای کنونی، در ابتدای قرن چهارم پس از میلاد ساخته شد و جایگزین یک حمام رومی شد. این کلیسا که بارها مورد آتش‌سوزی قرار گرفته بود، در نهایت به عنوان یک کلیسای پنج ایوانی در سال‌های ۶۲۹–۶۳۴ بازسازی شد.

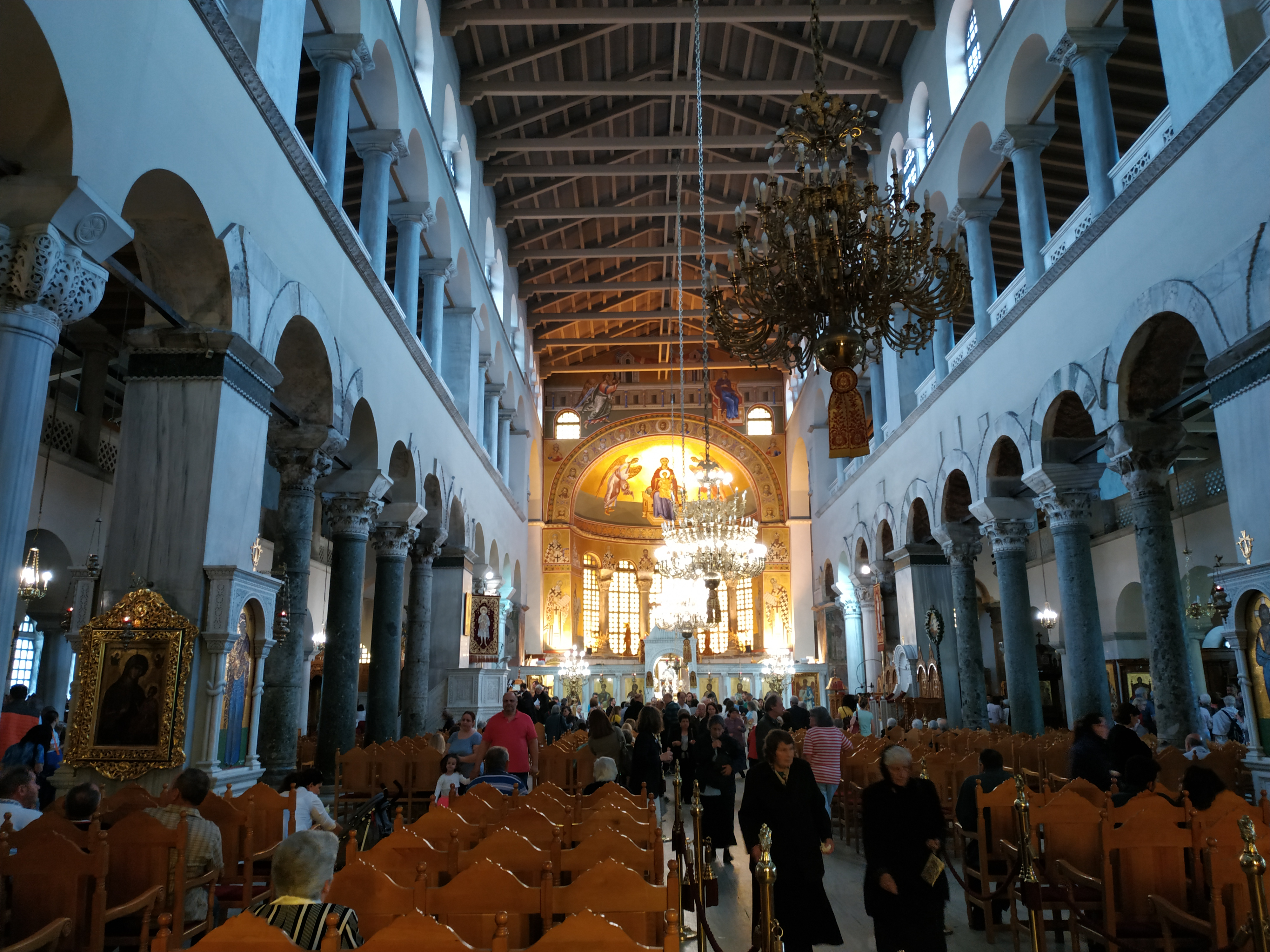
فضای داخلی کلیسا